# Wheel of retailing
Het wheel of retailing (of wheel-of-retailing) is een belangrijk begrip in de marketing. Het is een formule die ervan uitgaat dat er constante vernieuwing is in de detailhandel. Een levenscyclus waarbij nieuwe winkeltypen op de markt komen, groeien en verdwijnen na een bepaalde periode. Het wheel of retailing-model kent 6 stappen.
1. Nieuwe winkeltypen betreden de markt met lage prijzen en weinig toegevoegde waarde.
2. De gevestigde detaillisten reageren met trading down en downgrading strategieën.
3. De prijsconcurrentie neemt toe waardoor de omzet en winst van discounters dalen.
4. De discounters proberen hun klantenbestand uit te breiden door een breder assortiment kwaliteitsproducten en diensten tegen hogere prijzen te introduceren.
5. De fundamentele verschillen tussen de nieuwe en de gevestigde winkel worden kleiner.
6. Terwijl het wiel draait, draaien de discounters mee, waardoor er een gat aan de onderkant van de markt ontstaat met kansen voor nieuwe retailers met lage prijzen.